# Asaperda maculosa
Asaperda maculosa là một loài bọ cánh cứng trong họ Cerambycidae.